# Hollywood Uncut
Hollywood Uncut ist das dritte Studioalbum des deutschen Rappers Bonez MC. Es erschien am 30. Oktober 2020 über das zur Universal Music Group gehörende Label Vertigo Berlin.

## Produktion
Das Album wurde komplett in der Funktion als Executive Producer vom Musikproduzenten-Team The Cratez produziert (13 Songs). Die Produzenten DeeVoe und The Royals co-produzierten jeweils zwei Lieder. An der Produktion der Tracks Niemals unter 1000 und Angeklagt waren zudem Minti bzw. Bafani beteiligt.
Das gesamte Album wurde von Lex Barkey und Niklas Neumann gemixt, für das Mastering von Hollywood Uncut war allein der Berliner Tontechniker Lex Barkey verantwortlich.
Die Komposition zu Bubble Gum beinhaltet ein Sample des Liedes Good Vibrations der Pop- und Rock-Gruppe The Beach Boys aus dem Jahr 1966.

## Covergestaltung
Auf dem Albumcover ist mittig Bonez MC zu sehen, der auf einem Thron sitzt und in die Richtung des Betrachters blickt, sein Gesicht ist hierbei zombieartig gestaltet. Um den Interpreten verteilt befinden sich verschiedene Objekte wie unter anderem Zombies, Kreuze, Grabsteine, eine Filmklappe sowie ein Hund. Der Albumtitel ist zweigeteilt: oben mittig befindet sich der Schriftzug Hollywood in rot, während Uncut in weiß am unteren Rand mittig steht, jeweils in der Schriftart des Hollywood Sign. Der bürgerliche Name seines langjährigen Kollabopartners RAF Camora, Raphael Ragucci, auf einem der Grabsteine nimmt Bezug auf dessen etwa ein Jahr vorangegangenes Karriereende als Rapper.

## Gastbeiträge
Auf fünf Liedern des Albums sind neben Bonez MC weitere Künstler vertreten. So haben die 187 Strassenbande-Mitglieder Maxwell und Gzuz einen Gastauftritt im Song Single Wohnung Anthem, während LX in den Liedern Niemals unter 1000 bzw. Playsi zu hören ist. Der Rapper Big Toe ist auf Schlaganfall zu hören, des Weiteren ist Keep It Real eine Zusammenarbeit mit Jalil.

## Titelliste
| #  | Titel                 | Gastmusiker   | Produzent(en)                         | Länge |
| -- | --------------------- | ------------- | ------------------------------------- | ----- |
| 1  | Raubüberfall          |               | The Cratez                            | 2:18  |
| 2  | Finger voller Ringe   |               | The Cratez                            | 2:33  |
| 3  | Niemals unter 1000    | LX            | DeeVoe, Minti, The Cratez, The Royals | 2:35  |
| 4  | Schlaganfall          | Big Toe       | The Cratez                            | 2:57  |
| 5  | Banana Clip           |               | The Cratez, The Royals                | 2:34  |
| 6  | Smartphone im See     |               | The Cratez                            | 2:44  |
| 7  | Single Wohnung Anthem | Maxwell, Gzuz | DeeVoe, The Cratez                    | 2:54  |
| 8  | Jetski                |               | The Cratez                            | 2:56  |
| 9  | Gold in der Fresse    |               | The Cratez                            | 3:12  |
| 10 | Keep It Real          | Jalil         | The Cratez                            | 2:07  |
| 11 | Playsi                | LX            | The Cratez                            | 2:25  |
| 12 | Bubble Gum            |               | The Cratez                            | 2:25  |
| 13 | Angeklagt             |               | Bafani, The Cratez                    | 2:49  |

## Chartplatzierungen und Singles
Hollywood Uncut stieg am 6. November 2020 auf Platz eins in die deutschen Albumcharts ein. Damit platzierte Bonez MC innerhalb von acht Wochen zwei verschiedene Studioalben an der Chartspitze, bereits das vorangegangene Album Hollywood erreichte am 18. September 2020 die Chartspitze. Für Bonez MC ist es das achte Chartalbum in Deutschland sowie sein sechster Top-10-Erfolg und das fünfte Nummer-eins-Album. Am 8. November 2020 stieg das Album auf Platz sieben in die Schweizer Hitparade ein. Für Bonez MC ist es insgesamt das fünfte Top-10-Album in den Schweizer Albumcharts. Am 13. November 2020 erreichte Hollywood Uncut in den Ö3 Austria Top 40 Platz zwei, was für Bonez MC ebenfalls das fünfte Top-10-Album in Österreich bedeutete.
Darüber hinaus erreichte Hollywood Uncut auch die Chartspitze der deutschen deutschsprachigen Albumcharts, womit Bonez MC die Hitparade ebenfalls mit dem fünften Album anführte. Des Weiteren konnte sich das Album ebenfalls an der Chartspitze der deutschen Hip-Hop-Charts platzieren. Hierbei schaffte es Bonez MC als erster Künstler, sich selbst von der Chartspitze zu verdrängen, nachdem er hiermit seinen Vorgänger Hollywood an der Spitze ablöste. In der Chartwoche vom 13. November 2020 platzierte sich Hollywood Uncut nochmals an der Chartspitze der Hip-Hop-Charts, während der Vorgänger Hollywood von Rang drei auf Rang zwei kletterte, damit war Bonez MC der erste Künstler, der gleichzeitig die ersten beiden Plätze belegte.
In den deutschen Album-Jahrescharts 2020 erreichte der Tonträger Platz 78 und in Österreich Position 55.
| ChartsChartplatzierungen | Höchstplatzierung | Wochen |
| ------------------------ | ----------------- | ------ |
| Deutschland (GfK)        | 1 (15 Wo.)        | 15     |
| Österreich (Ö3)          | 2 (23 Wo.)        | 23     |
| Schweiz (IFPI)           | 7 (10 Wo.)        | 10     |

| ChartsJahrescharts (2020) | Platzierung |
| ------------------------- | ----------- |
| Deutschland (GfK)         | 78          |
| Österreich (Ö3)           | 55          |

Die erste Single Niemals unter 1000 (feat. LX) wurde am 24. September 2020 zum Download ausgekoppelt und stieg in Deutschland auf Platz vier, in Österreich auf Position sechs und in der Schweiz auf Rang elf der Singlecharts ein. Am 23. Oktober wurde der Song Angeklagt veröffentlicht, der die Spitzenposition der deutschen Charts erreichte und in den folgenden zwei Wochen verteidigen konnte. Auch in Österreich stieg das Lied auf der Chartspitze ein und konnte diese in der folgenden Woche verteidigen. In der Schweizer Hitparade chartete der Song auf Platz zwei. Bonez MC erreichte mit dieser Single in Deutschland bereits das fünfte Mal im Jahr 2020 Rang eins der Singlecharts.
Zu beiden Auskopplungen wurden auch Musikvideos veröffentlicht.
Nach Erscheinen des Albums konnte sich zudem das Lied Jetski aufgrund von Streaming und Downloads in Deutschland, Österreich und der Schweiz in den Singlecharts platzieren, Raubüberfall erreichte die Hitparade in Österreich und der Schweiz. Darüber hinaus platzierten sich am 20. November 2020 die Titel Raubüberfall (#15) und Finger voller Ringe (#17) in den deutschen Single-Trend-Charts, womit sie nur knapp die offiziellen Top 100 der Singlecharts verfehlten.
Im Januar 2021 wurde die Single Angeklagt mit einer Goldenen Schallplatte für mehr als 15.000 Verkäufe in Österreich ausgezeichnet; im März desselben Jahres folgte eine Goldene Schallplatte für über 200.000 verkaufte Einheiten in Deutschland, bevor sie 2023 Platinstatus erreichte.

## Rezeption
| Professionelle Bewertungen | Professionelle Bewertungen |
| -------------------------- | -------------------------- |
| Kritiken                   |                            |
| Quelle                     | Bewertung                  |
| laut.de                    | [ 16 ]                     |

laut.de bewertete das Album mit zwei von fünf Sternen. Dominik Lippe vom Online-Magazin ist unter anderem der Meinung, dass Bonez MC auf „leicht konsumierbare Trap-Produktionen“ des „Gold-Duos“ The Cratez setze.